# Borkowo (Podlachie)
Pour les articles homonymes, voir Borkowo.
Borkowo est un village du nord-est de la Pologne.
Il est situé dans la commune de Kolno (Powiat de Kolno, voïvodie de Podlachie)
Il a été fondé au XVe siècle.
La population de Borkowo était de 715 habitants en 2008